# Sugimura Jihei
Sugimura Jihei (杉村 治平) foi gravurista de ukiyo-e japonês que floresceu de aproximadamente 1681 a 1703. Um seguidor de Hishikawa Moronobu, Sugimura ilustrou no mínimo setenta livros, e criou uma série de impressões de tamanho grande além de mais de tamanhos e formatos padrões. 

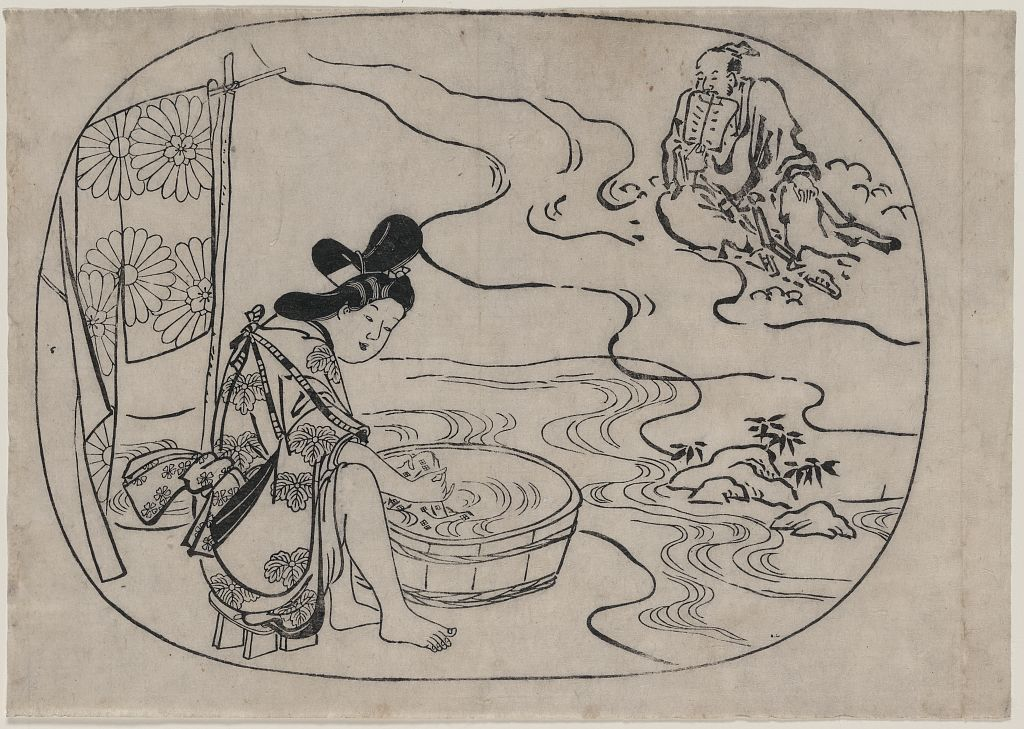
"O sábio Taoista Kume" (Kume no sennin), uma gravura ukiyo-e do final do século 17, atribuída a Sugimura Jihei

A julgar pelas suas obras existentes, parece que Sugimura, que preferiu (ao contrário da maioria dos artistas de ukiyo-e) usar o seu sobrenome, em vez de seu nome dado, especializou-se em shunga, ou gravuras eróticas. Alguns estudiosos julgam seu estilo pessoal extravagante e decorativo como sendo ainda mais erótico do que o de Hishikawa Moronobu. Sugimura muitas vezes escondeu a sua assinatura nas dobras da roupa das mulheres desenhadas.